# Colonia los Manueles
Colonia los Manueles är en ort i Mexiko.   Den ligger i kommunen Villa de Arriaga och delstaten San Luis Potosí, i den centrala delen av landet, 400 km nordväst om huvudstaden Mexico City. Colonia los Manueles ligger 2 223 meter över havet och antalet invånare är 205.
Terrängen runt Colonia los Manueles är platt norrut, men söderut är den kuperad. Runt Colonia los Manueles är det ganska glesbefolkat, med 34 invånare per kvadratkilometer. Närmaste större samhälle är Colonia la Laborcilla, 0,91 km norr om Colonia los Manueles. Omgivningarna runt Colonia los Manueles är i huvudsak ett öppet busklandskap.